# Aldo Pagotto
Dom Aldo Di Cillo Pagotto S.S.S. • GOMM (Santa Bárbara d'Oeste, 16 de setembro de 1949 — Fortaleza, 14 de abril de 2020) foi prelado brasileiro da Igreja Católica. Religioso da Congregação do Santíssimo Sacramento, ascendeu ao episcopado em 1997 ao ser escolhido bispo-coadjutor da Diocese de Sobral, no Ceará. No ano posterior, sucedeu como ordinário da mesma diocese, a qual governou até maio de 2004, quando foi transferido para a Arquidiocese da Paraíba. Pagotto era considerado como um dos principais nomes da chamada "ala conservadora" da Igreja Católica no Brasil. No entanto, ao longo do seu episcopado, ele enfrentou diversas acusações tanto de homiziar religiosos acusados de crimes sexuais quanto de ele próprio tê-los cometido. Tais acusações levaram-no a renunciar ao governo da Arquidiocese da Paraíba em julho de 2016.

## Formação
Dom Aldo nasceu em Santa Bárbara D'Oeste, interior de São Paulo, filho de Rosa di Cillo e Ângelo Pagotto, ambos filhos de imigrantes italianos. Era primo do cardeal de São Paulo, Agnelo Rossi.
Fez os cursos primário e secundário no Liceu Pasteur, na Vila Mariana, e nos colégios Bandeirantes e Basílio Machado. Cursou filosofia e teologia no Seminário Diocesano Nossa Senhora do Rosário Caratinga (Minas Gerais) e no Seminário S. Pio X dos Padres Sacramentinos, Caratinga. Na Universidade Gregoriana estudou de 1988 a 1991, onde bacharelou-se em Filosofia e especializou-se em teologia dogmática.

## Presbiterado
D. Aldo foi ordenado diácono em 7 de setembro de 1977. Recebeu a ordem sacerdotal das mãos de Dom José Eugênio Corrêa, em Caratinga, aos 7 de dezembro do mesmo ano. Enquanto padre diocesano em Caratinga, foi administrador paroquial da Paróquia Santa Helena, em Caputira (Minas Gerais) e professor de Teologia Fundamental no Seminário Diocesano Nossa Senhora do Rosário, em Caratinga (1978-1979). Foi transferido para Belo Horizonte em 1981, sendo vigário paroquial na Catedral de Belo Horizonte e assessor da Pastoral da Juventude na Arquidiocese de Belo Horizonte até 1983. Em São Paulo, foi vigário paroquial em Santa Ifigênia e atuou como co-formador dos filósofos da Congregação entre 1983 e 1984. 
Em 8 de dezembro de 1985, emitiu os votos perpétuos na Congregação do Santíssimo Sacramento.. Neste mesmo ano, mudou-se para Fortaleza, onde exerceu a função de vigário paroquial em São Benedito e foi vigário episcopal da Região Metropolitana de Fortaleza (1992-1996). Ensinou Teologia Fundamental no Instituto Teológico Pastoral do Ceará entre 1985 e 1988 e 1991 e 1995. Entre 1995 e 1997 foi vice-provincial de sua congregação. Em 1997 foi vigário-geral na Arquidiocese de Olinda e Recife.

## Episcopado
Dom Aldo foi ordenado bispo no dia 31 de outubro de 1997, por Dom Cláudio Hummes, então Arcebispo de Fortaleza. 
Logo ordenado bispo, sucedeu a Dom Walfrido Teixeira em Sobral, no interior norte do Ceará entre 18 de março de 1998 e 5 de maio de 2004.
Como bispo, foi encarregado da Dimensão Ecumênica no Regional NE 1; Comissão Pastoral da Seca no NE 1. Em 2000, foi eleito Presidente do Regional NE 1 CNBB. Foi também Presidente da Comissão Episcopal Serviço, Caridade, Justiça e Paz (2003-2007). 
Em 5 de maio de 2004 foi nomeado arcebispo da Arquidiocese da Paraíba, em substituição a Dom Marcelo Carvalheira.
Próximo das correntes vinculadas à Renovação Carismática Católica, ele definia sua ação pastoral como um esforço para o resgate da família e da parceria entre a Igreja e o estado na busca de políticas públicas que promovam o bem estar da população, através de ações que considera distantes de tendências ideológicas.
Dom Aldo também foi presidente do Conselho Diretor da Pastoral da Criança.
Em 6 de junho de 2016, o Papa Francisco aceitou seu pedido de renúncia ao cargo de Arcebispo da Paraíba depois de uma série de denúncias sobre seu envolvimento em casos de pedofilia e abuso sexual.Sobre as acusações de ter abrigado  padres e seminaristas da arquidiocese rejeitados por outras dioceses por suspeita de pedofilia,  Pagotto alegou ser um acto de misericórdia. Em Janeiro de 2019, o tribunal civil ordenou à arquidiocese da Paraíba que pagasse às vítimas 12 milhões de reais brasileiros ou 3.229.740 dólares americanos. As vítimas tinham sido sexualmente abusadas como crianças ou jovens adultos por Pagotto e quatro outros padres da Paraíba. Pagotto permaneceu arcebispo emérito da Paraíba até à sua morte.

## Condecorações
Em 12 de abril de 2006, como Arcebispo da Paraíba, D. Aldo foi admitido pelo então presidente Luiz Inácio Lula da Silva à Ordem do Mérito Militar no grau de Grande Oficial especial.
No dia 30 de outubro de 2007, o arcebispo recebeu da Assembleia Legislativa do Estado da Paraíba a medalha Papa João Paulo II. Da Câmara Municipal de João Pessoa, recebeu a medalha do Mérito da Cidade de João Pessoa.
Em 24 de maio de 2018, foi agraciado com o Título de Cidadão Cearense, o título foi uma propositura da deputada Fernanda Pessoa (PSDB). A concessão do título, no Ceará, ocorreu no Plenário 13 de Maio da Assembleia Legislativa.

## Ordenações episcopais
Dom Aldo foi concelebrante das ordenações episcopais de:
- Dom Plínio José Luz da Silva
- Dom Jorge Alves Bezerra, S.S.S.
- Dom Hernaldo Pinto Farias, S.S.S.[21]

## Controvérsias

### Problemas no governo da Arquidiocese da Paraíba e com a Santa Sé
Através de um processo canônico, a Arquidiocese da Paraíba passou por uma intervenção da Santa Sé, tendo atuado como visitador apostólico Dom Fernando Guimarães, à época bispo da diocese de Garanhuns-PE. O conteúdo do processo e das investigações não foram revelados. Dom Aldo também tem suscitado diversas controvérsias em sua relação com a doutrina espírita. Prefaciou o livro do espírita Severino Celestino (Entretanto, este falava sobre cristianismo primitivo). Em entrevista ao programa Espiritismo Via Satélite, programa este apresentado pelo senhor Alamar Régis Carvalho, Dom Aldo disse que já havia lido Paulo e Estevão (obra psicografada por Chico Xavier), entretanto, afirmou não desprezar as contrariedades das doutrinas, ou seja, leu sob uma ótica católica.

### Casos de pedofilia e estupros
Em abril de 2002, Ministério Público do Ceará acusa dom Aldo Pagotto de coagir adolescentes a mudar depoimentos sobre abuso sexual, no caso do frei Luis Sebastião Tomás - apontado como suposto autor de abuso sexual contra 21 meninas de Santana do Acaraú, no interior cearense. Nove das supostas vítimas passaram por exames no Instituto Médico Legal. A polícia revelou que uma delas teria sofrido estupro e duas teriam mantido relações sexuais com o frade.
Em julho de 2016, papa Francisco aceitou sua renúncia. De acordo com a imprensa italiana, o religioso ítalo-brasileiro de 66 anos é suspeito de ter abrigado em sua diocese padres e seminaristas acusados de abusar sexualmente de menores e expulsos por outros bispos.
Depois do início da investigação do Vaticano, em 2015, Pagotto recebeu a determinação de não ordenar padres ou receber novos seminaristas.
Em 2002, ele foi acusado de coagir adolescentes para que mudassem seus depoimentos a fim de proteger um frade acusado de estupro, ele foi acusado de induzir adolescentes a mudarem depoimentos à Justiça no caso do frei Luis Sebastião Thomaz, apontado como suposto autor de abuso sexual contra 21 meninas de Santana do Acaraú, no interior cearense. Em 2002, frei Luis Sebastião Thomaz foi denunciado por crianças e adolescentes de abuso sexual em troca de roupas, dinheiro e alimentos. Na ocasião, o delegado responsável pelo inquérito, Aurélio Araújo, afirmou que o então bispo da Diocese de Sobral, interior do Ceará, Aldo Pagotto, teria incentivado as jovens, na casa delas, a contarem outra história sobre o caso. Isso teria ocorrido após rezar uma missa em Santana do Acaraú.
Com a renúncia, o posto de arcebispo ficou vago até que um substituto fosse nomeado. Enquanto isso, Dom Genival Saraiva de França, bispo emérito de Palmares (PE), assumiu provisoriamente o governo da arquidiocese. Em 8 de março de 2017, Dom Manoel Delson Pedreira da Cruz, bispo da Diocese de Campina Grande, foi escolhido para suceder à sé vacante da Paraíba.
Em novembro de 2017 Dom Aldo di Cillo Pagotto - arcebispo emérito da Paraíba - e outros padres daquela Arquidiocese tiveram seus casos arquivados pelo Ministério Público do Ceará, infelizmente sem que fosse julgado o mérito, sendo beneficiados pela ocorrência da prescrição.
O Conselho Superior do MP decidiu por unanimidade arquivar as denúncias contra os religiosos, por prescrição. A decisão pelo arquivamento do processo, por unanimidade, conforme o seu termo de homologação, foi feita a pedido do relator do processo, o procurador Francisco Sagres Macedo Vieira, uma vez que as denúncias só foram realizadas pelas vítimas quando estas já eram maiores de idade.
Em novembro de 2018 a Igreja Católica da Paraíba foi condenada a pagar 12 milhões de reais em virtude da Condenação por Exploração Sexual durante o Mandato de Dom Aldo. O Processo transitou na Justiça do Trabalho, porém em um julgamento que durou quase seis horas, o Tribunal Regional do Trabalho da Paraíba decidiu anular a sentença de 11 de janeiro deste ano que determinava o pagamento de uma indenização de R$ 12 milhões por parte da Arquidiocese da Paraíba por casos de exploração sexual contra adolescentes. O crime foi praticado por padres e até o arcebispo emérito do estado, Dom Aldo di Cillo Pagotto, teve o nome envolvido no escândalo. O entendimento da corte no dia de hoje é que as provas não seriam suficientes para comprovar os crimes.

## Morte
Dom Aldo tratava-se de câncer desde 2017. A primeira manifestação da enfermidade se deu na próstata. Em seguida, no intestino grosso e, por fim, no fígado e no pulmão. Ele já estava internado no Hospital da Unimed, no bairro São João do Tauape, em Fortaleza, quando, em 13 de abril de 2020, com grave insuficiência respiratória, foi transferido do leito para Unidade de terapia intensiva (UTI) daquele hospital. Houve suspeita de que ele estivesse infectado por COVID-19 e ele foi testado. No dia seguinte, ele teve um derrame pulmonar e acabou por falecer à tarde, pelas 15h40min.
O corpo do religioso foi então colocado na câmara fria até que se confirmasse ou não a suspeita de infecção pelo novo coronavírus. O resultado do exame saiu no dia seguinte e deu positivo para COVID-19. O corpo foi sepultado na tarde do dia 15, na cripta da Igreja São Benedito, no centro de Fortaleza, em caixão lacrado e a cerimônia fúnebre aconteceu sem a presença de fiéis.